# Arturo Vázquez Ayala
Arturo Vázquez Ayala (26 de junio de 1949), apodado “El Gonini”, es un exfutbolista mexicano. 

## Trayectoria
Jugó para los Pumas de la UNAM, siendo pieza fundamental en la obtención de los primeros títulos del conjunto auriazul en la década de los setenta: Copa México y Campeón de Campeones (1975) y campeón de liga (1976-77). 
Compartió el vestidor con futbolistas de la talla del brasileño “Cabinho”, el peruano Muñante, y los mexicanos Héctor Sanabria, Leonardo Cuéllar y Hugo Sánchez. Posteriormente jugó para el Guadalajara (1979-80) y el Atlante (1980-85), club con el que se retiró. 

## Selección nacional
Jugó en la selección mexicana, que tuvo su peor participación en la Copa Mundial de Fútbol de 1978, anotando un gol contra Túnez, en la derrota de 3-1.

### Participaciones en Copas del Mundo
| Mundial                        | Sede      | Resultado    |
| ------------------------------ | --------- | ------------ |
| Copa Mundial de Fútbol de 1978 | Argentina | Primera fase |

## Palmarés

### Títulos nacionales
| Título               | Equipo               | País   | Año     |
| -------------------- | -------------------- | ------ | ------- |
| Copa México          | Universidad Nacional | México | 1974-75 |
| Campeón de Campeones | Universidad Nacional | México | 1974-75 |
| Primera División     | Universidad Nacional | México | 1976-77 |

### Títulos internacionales
| Título                           | Equipo  | País   | Año  |
| -------------------------------- | ------- | ------ | ---- |
| Copa de Campeones de la Concacaf | Atlante | México | 1983 |

## Trayectoria como director técnico
En 1998 Vázquez Ayala fue técnico interino del Club de Futbol Atlante, y entró de relevo en el 2005 con el Estudiantes de Santander de la Primera División A.  Dirigió, además, al Club Deportivo Ecatepec, de Segunda División, a inicios de los años 90 del siglo pasado.